# Jean Le Jeune
Jean le Jeune o Jean le Josne (Amiens, 1410 - Roma, 9 de septiembre de 1451) fue un eclesiástico francés, obispo y cardenal.   

## Biografía

### Familia
Jean fue hijo de Robert le Jeune y de Jeanne de Beaumont; tuvo varios hermanos: Guillaume, Philippe, Margherite y Jeanne.  Eran los tiempos de la Guerra de los Cien Años en la que franceses e ingleses estaban enfrentados por el control territorial del norte de Francia, y Robert oficiaba como bailío de Amiens y consejero de Enrique VI de Inglaterra.

### Obispo
Encaminado a la carrera eclesiástica, Jean fue canónigo de Amiens y deán de Nantes.  
Casi todos sus biógrafos lo mencionan como obispo de Mâcon en 1431, aunque otros sugieren que esto fue error historiográfico por haberle confundido con Jean de Macet, a quien durante su juventud también se le conoció coloquialmente como Jean le Jeune.
En el contexto de la guerra, en 1433 la enemistad política entre su padre Robert y el obispo de Amiens Jean d'Harcourt, que permanecía fiel a Carlos VII de Francia, llevó a Harcourt a solicitar del papa su traslado a Tournai, y Jean ocupó la diócesis en su lugar.  Tres años después fue trasladado a la sede de Thérouanne, que mantuvo durante toda su vida.

### Cardenal
Asistió como embajador del duque de Borgoña Felipe el Bueno al Concilio de Florencia, donde el papa Eugenio IV le creó cardenal en el consistorio del 18 de diciembre de 1439; recibió el título de Santa Práxedes, que dos años después cambió por el de San Lorenzo in Lucina.  
Participó en el cónclave de 1447 en el que fue elegido papa Nicolás V y ofició como legado en Ferrara para ajustar la paz entre Nápoles, Florencia y Venecia.
Muerto en Roma en 1451 con poco más de cuarenta años con sospechas de haber sido envenenado, fue sepultado en San Lorenzo in Lucina.